# 1962-es magyar teniszbajnokság
Az 1962-es magyar teniszbajnokság a hatvanharmadik magyar bajnokság volt. A bajnokságot augusztus 19. és 26. között rendezték meg Budapesten, a Vasas Pasaréti úti sporttelepén.

## Eredmények
| Versenyszám  | Arany                                                        | Arany | Ezüst                                        | Ezüst | Bronz | Bronz |
| ------------ | ------------------------------------------------------------ | ----- | -------------------------------------------- | ----- | --- | ----- |
| Férfi egyéni | Gulyás István Újpesti Dózsa                                  |       | Katona Zoltán Újpesti Dózsa                  |       | Komáromy Ferenc Vasas SCKorpás Attila Újpesti Dózsa                                                       |       |
| Női egyéni   | Bardóczy Klára Bp. Honvéd                                    |       | Sólyom Erzsébet Bp. Vörös Meteor             |       | Broszmann Zsófia Diósgyőri VTKSlezák Lászlóné Újpesti Dózsa                                               |       |
| Férfi páros  | Gulyás István, Szikszay András Újpesti Dózsa                 |       | Pálinkás István, Komáromy Ferenc Vasas SC    |       | Katona Zoltán, Lénárt László Újpesti DózsaKorpás Attila, Baranyi Szabolcs Újpesti Dózsa                   |       |
| Női páros    | Bardóczy Klára, Sólyom Erzsébet Bp. Honvéd, Bp. Vörös Meteor |       | Jusits Ilona, Slezák Lászlóné Újpesti Dózsa  |       | Kunovits Zsuzsa, Fehér Gyöngyi Újpesti Dózsa, MAFCBroszmann Zsófia, Lépes Andorné Diósgyőri VTK, Vasas SC |       |
| Vegyes páros | Gulyás István, Bardóczy Klára Újpesti Dózsa, Bp. Honvéd      |       | Katona Zoltán, Slezák Lászlóné Újpesti Dózsa |       | Pálinkás István, Pete Vincéné Vasas SCSzőnyi József, Broszmann Zsófia Diósgyőri VTK                       |       |